# Синоним (таксономия)

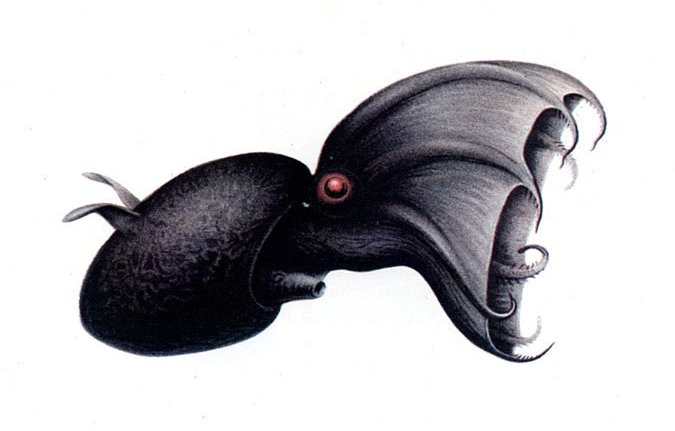
.
Синонимика данного таксона состоит из десяти названий:
•
•
•
•
•
•
•
•
•
•

Сино́нимы (от др.-греч. σύν «вместе» + ὄνομα «имя») в биологической таксономии — два или более названий, относящихся к одному и тому же биологическому таксону.
Карл Линней с 1753 года, когда вышло первое издание его книги Species plantarum (лат.) («Виды растений»), и в последующие годы дал названия примерно для восьми тысяч видов; значительная часть этих названий без изменения признаются и в настоящее время. Между тем разделение на таксоны и названия таксонов не абсолютны. Системы названий периодически перестраиваются в соответствии с меняющимися научными представлениями. Этим и объясняется большое количество синонимов — вторичных названий уже известных таксонов. Число этих синонимов растёт до наших дней, причём для некоторых видов приводятся уже десятки синонимов.

## Принципы номенклатурных кодексов
К концу XIX века синонимов накопилось столько, что они стали серьёзной обузой для систематиков. Средством избавиться от беспорядка стало применение Международных кодексов ботанической (или зоологической, бактериологической) номенклатуры, которые утверждаются на международных конгрессах по соответствующей специальности. Эти кодексы имеют силу, сравнимую с юридической (хотя никаких наказаний за нарушение положений Кодексов не предусмотрено), в той области, которая касается названий организмов. У любого номенклатурного кодекса три основных принципа: принцип приоритета, принцип номенклатурного типа и принцип действительного обнародования названия.
Принцип приоритета означает, что только один из всех синонимов может быть названием, под которым данный таксон должен быть известен. Обычно это тот синоним, который был обнародован раньше других.
Принцип номенклатурного типа состоит в том, что любое название должно быть основано на коллекционном образце (у растений и животных) или на культуре микроорганизма. Таким образом, если какой-то систематик захочет поделить данный вид на два вида, старое название нужно сохранить за тем видом, к которому относится типовой экземпляр. Например, если разделять линнеевский вид Plantago major L. — Подорожник большой на два: с 6—12 семенами в коробочке и с 13—30 семенами в коробочке, то нужно узнать, сколько семян в коробочках у подорожника в типовом образце (он хранится в Линнеевском гербарии Британского музея в Лондоне). Предположим (так оно и есть), что количество семян у типового растения соответствует первому виду. Тогда первый вид должен называться Plantago major L. — Подорожник большой, а второй — Plantago uliginosa F.W.Schmidt — Подорожник топяной.
Принцип действительного обнародования названия состоит в том, что автор названия должен при опубликовании позаботиться о том, чтобы все заинтересованные лица могли прочесть и понять его публикацию. До действительного обнародования любые названия никакой научной ценности не имеют и не рассматриваются. При этом все кодексы номенклатуры считают, что законным названием любого таксона может быть только его латинское название (исключением являются лишь видовые названия вирусов). Традиция давать биологическим таксонам латинские названия восходит к Средним векам, когда латынь была международным языком учёных всей Европы. На этом языке писались все научные трактаты, общались между собой учёные из разных стран.

## Терминология
- Совокупность всех названий, которые могут быть применены к таксону, за исключением названия, под которым данный таксон должен быть известен, называется синонимикой. Чаще под словом «синоним» подразумевают не любое из двух или большего числа названий данного таксона, а лишь такое название, которое входит в синонимику данного таксона.
- Существование двух или большего числа названий, относящихся к одному таксону, называется синонимичностью, или синонимией.
- Тот из двух синонимов, который был обнародован раньше, называется старшим синонимом.
- Тот из двух синонимов, который был обнародован позже, называется младшим синонимом.
- Синонимы, основанные на одном и том же номенклатурном типе, называются в ботанике гомотипными синонимами или номенклатурными синонимами; в зоологии и бактериологии — объективными синонимами. Другие названия таких синонимов — абсолютные синонимы, облигатные синонимы. Синонимия таких синонимов не является предметом таксономического изучения.
- Синонимы, основанные на разных номенклатурных типах, в ботанике называются гетеротипными синонимами или таксономическими синонимами; в зоологии и бактериологии — субъективными синонимами. Такие названия являются синонимами лишь постольку, поскольку соответствующие им номенклатурные типы считаются принадлежащими к одному таксону.
- Альтернативные названия (лат. nomina alternativa) — два или несколько названий, публикуемых одновременно одним и тем же автором (авторами) для одного и того же таксона. Ни одно из альтернативных названий, опубликованных после 1 января 1953 г., не считается действительно обнародованным, все они отвергаются[2].

## Обозначения
- Те названия, которые относятся к синонимике, обычно отделяются от названия, под которым данный таксон должен быть известен, сокращением syn. (сокр. от лат. synonymum) или (редко), в русскоязычной литературе, — сокращением син.; нередко эти сокращения и следующие за ним названия дополнительно помещают в квадратные скобки.

Пример.
Petasites spurius [syn.  Tussilago spuria]
- Гомотипная синонимия обозначается математическим знаком конгруэнтности (≡).
- Гетеротипная синонимия обозначается математическим знаком равенства (=).

## Причины возникновения синонимики
Возникновение названий, которые затем переводятся в синонимику, происходит обычно по следующим причинам:
- Отсутствие осведомлённости о ранее опубликованном названии данного таксона.
- Изменение ранга таксона (например, если ранг таксона, описанного как вид, будут понижен до инфравидового, видовое название этого таксона перейдёт в синонимику).

## Синонимы и базионимы
То название, относящееся к синонимике данного таксона, на котором основано правильное (считающееся в настоящий момент времени правильным) название таксона, в ботанике называется базионимом этого таксона.
Например, синонимика Белокопытника скального — Petasites rubellus (J.F.Gmel.) J.Toman — включает три названия, из которых базионимом является Tussilago rubella:
- Nardosmia saxatilis Turcz.
- Petasites saxatilis (Turcz.) Kom.
- Tussilago rubella J.F.Gmel.basionym

В то же время базионим правильного названия таксона не всегда входит в синонимику данного таксона. Например, базионимом названия рода Jacobaea Mill. является видовое название Senecio jacobaea L., которое входит в синонимику вида Jacobaea vulgaris Gaertn..